# Cirith Gorgor (banda)
Cirith Gorgor es una banda holandesa de black metal, formada en 1993. 
Toma su nombre de una localización ficticia en la que se ambienta parte de la acción de la novela El Señor de los Anillos del escritor británico de literatura fantástica J. R. R. Tolkien: el paso de Cirith Gorgor, que sirve de entrada al reino de Mordor, defendido por la gigantesca Puerta Negra.

## Miembros de la banda

### Actuales
- Nimroth: voz;
- Marchosias: guitarra eléctrica;
- Odium: guitarra eléctrica;
- Lord Mystic: guitarra eléctrica;
- Levithmong: batería y voz.

### Antiguos
- Gothmog (1994 — 1995): voz;
- Asmoday (1993 — 1998): guitarra eléctrica;
- Astaroth Daemonum (1993 — 2001): guitarra eléctrica;
- Nimroth (1995 — 2006): voz;
- Inferno (2002 — 2008): guitarra eléctrica;
- Satanael (2007 — 2009): voz.

## Discografía

### Álbumes de estudio
- 1999: Onwards to the Spectral Defile;
- 2001: Unveiling the Essence;
- 2004: Firestorm Apocalypse - Tomorrow Shall Know the Blackest Dawn;
- 2007: Cirith Gorgor.

### Demos y EP
- 1997: Mystic Legends... (demo);
- 2002: Demonic Incarnation (promo);
- 2002: Through Woods of Darkness and Evil (EP);
- 2006: Split with Mor Dagor (EP).

## Marcas usadas
- Spector
- Ampey
- Guitarras Jackson
- Adams
- Marshall Amplification
- Fender
- Pearl